# Kirkenes
Kirkenes (Kveens: Kirkkoniemi; Noord-Samisch: Girkonjárka; Russisch: Киркенес; Fins: Kirkkoniemi) is een kleine stad in de Noorse provincie Finnmark. Het is de hoofdplaats van de gemeente Sør-Varanger. De stad is vooral bekend als het oostelijke eindpunt van de Hurtigruten. Kirkenes is tevens eindpunt van de E6. De kortste afstand over de weg naar de Russische grens bedraagt 47 km; de grensovergang bij Grense Jakobselv bevindt zich op een afstand van 57 km. Hemelsbreed nadert het Russisch grondgebied Kirkenes op nog geen vijf km.

## Geschiedenis
Kirkenes en de directe omgeving maakten tot 1826 deel uit van een gemeenschappelijk Russisch-Noors district dat Piselvnes heette. Nadat in 1862 een kerk was gebouwd werd de naam gewijzigd in Kirkenes.
De stad heeft het zeer zwaar te verduren gehad tijdens de Tweede Wereldoorlog. Na afloop van de oorlog stonden er nog 13 huizen overeind. Kirkenes werd bevrijd door het Rode Leger tijdens Operatie Kirkenes-Petsamo. De directe nabijheid van Rusland zorgde ervoor dat Kirkenes tijdens de Koude Oorlog regelmatig het toneel was van machtsvertoon van beide zijden. Het was een van de weinige gebieden waar de NAVO direct grensde aan de Sovjet-Unie.

## Economie

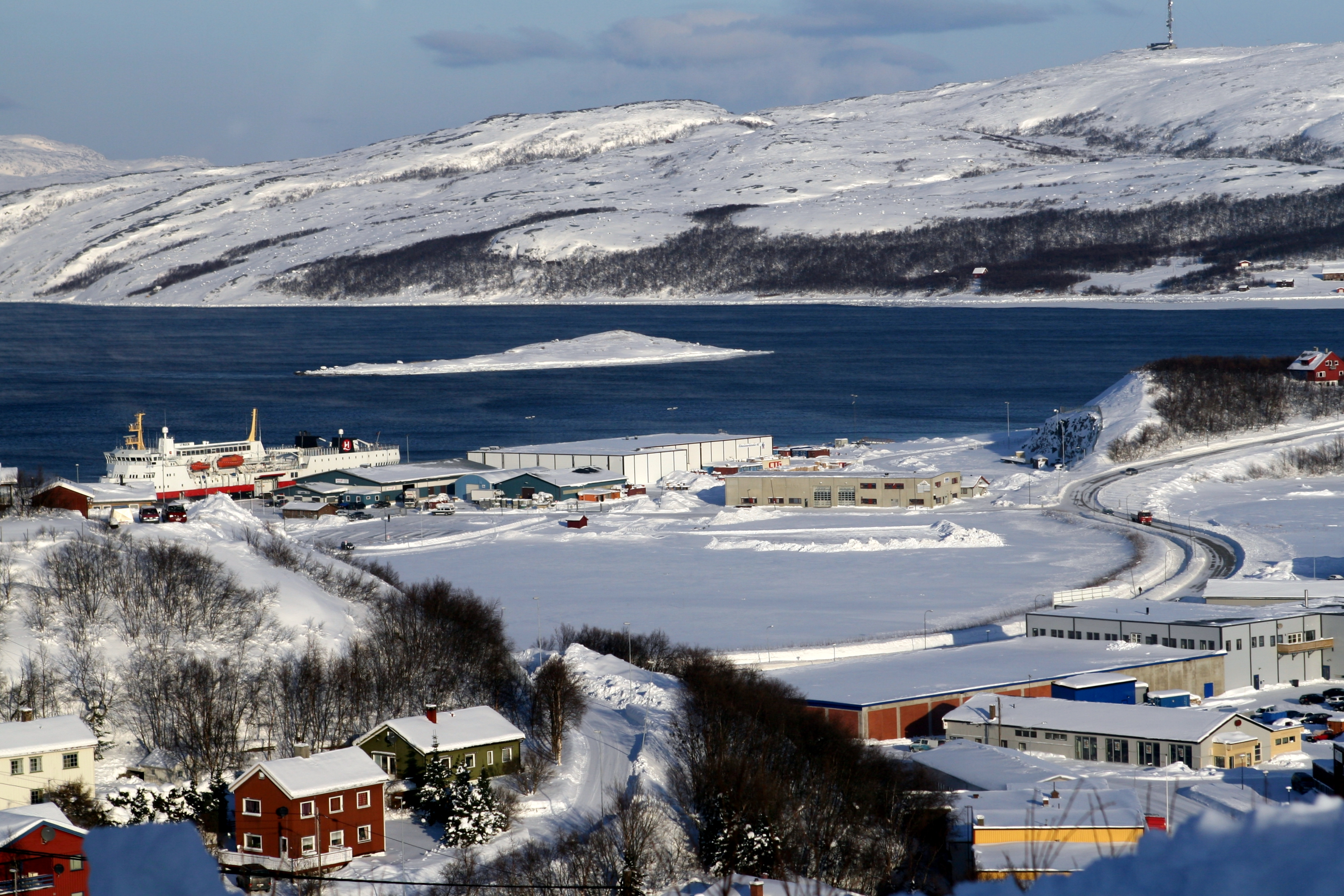
Hurtigrutenschip M/S Lyngen in de haven

In de directe omgeving komt ijzererts voor. Op het hoogtepunt werkten 1500 mensen in de mijnbouw van het bedrijf Sydvaranger AS, maar in 1996 werd de mijnbouw beëindigd. Later is vooral het toerisme belangrijk geworden. Veel passagiers van de Hurtigruten beginnen of eindigen hier hun reis dankzij de aanwezigheid van luchthaven Kirkenes Høybuktmoen met dagelijkse verbindingen met Oslo.
In de nabije toekomst hoopt de stad te kunnen profiteren van oliewinning in de Barentszzee.

## Geboren
- Liv Hatle (1936), cardioloog
- John Kristian Dahl (1981), langlaufer

## Trivia
- In het centrum van de stad worden de straatnamen zowel in het Latijnse schrift als in het cyrillisch alfabet weergegeven.
- Doordat Kirkenes geheel ten oosten van Finland ligt is het in Kirkenes mogelijk om naar het westen te reizen terwijl de tijd vooruit gaat in plaats van achteruit.
- De roman De gelijktijdigheid der dingen van de Nederlandse schrijfster Frouke Arns speelt zich voor een groot deel af in Kirkenes.